# Rüdiger Engerth
Rüdiger Engerth (* 13. Mai 1919 in Wien; † 13. April 2005 ebenda) war ein österreichischer Kunsthistoriker, Kunstkritiker und Autor.
Rüdiger Engerth besuchte in den 1930er-Jahren das Theresianum in Wien, wo er sich früh mit der deutschsprachigen Literatur beschäftigte. Die Matura bestand er dort im Jahr 1937. Bald nach dem Anschluss Österreichs an das Deutsche Reich im Jahr 1938 schloss er sich der Widerstandsgruppe Österreichische Freiheitsbewegung an, zu der viele seiner Mitschüler gehörten. Bald wurde er jedoch zur Wehrmacht eingezogen und musste am Überfall auf Polen 1939 teilnehmen. 1940 wurden viele seiner Freunde verhaftet.
Rüdiger Engerth wurde nach dem Krieg durch ein biographisches Essay bekannt, das er 1947 als Einleitung zu den gesammelten Gedichten des 1944 hingerichteten österreichischen Widerstandskämpfers, Theologen und Literaten Hanns Georg Heintschel-Heinegg verfasst hatte.
Engerth wurde in den 1950er-Jahren zu einer Zentralfigur des „subkulturellen Wien“ und der „Informellen Gruppe“ (Rolf Schwendter, Subkulturelles Wien, Wien 2003). Er veröffentlichte zahlreiche Beiträge über aktuelle Literatur und Musik in diversen Zeitschriften, darunter regelmäßig in den Protokollen, der österreichischen Zeitschrift für Literatur und Kunst. Er war Mitglied der Grazer Autorenversammlung.
Als Kulturjournalist schrieb er regelmäßig Kulturkritiken für die österreichischen Tageszeitungen, darunter Neues Österreich, die Salzburger Nachrichten, den Kurier und die Kronen Zeitung. Er wirkte auch als Kulturkorrespondent ausländischer Zeitungen wie dem Handelsblatt.
Rüdiger Engerth wurde am Hietzinger Friedhof bestattet.

## Schriften
- biographischer Essay in: Hanns Georg Heintschel-Heinegg: Vermächtnis. Querschnitt Verlag, Graz 1947.
- als Herausgeber: Im Schatten des Hradschin. Kafka und sein Kreis. Stiasny, Graz 1965 (Stiasny-Bücherei, Bd. 1004).
- Hier hat Mozart gespielt. Kultur konkret, Verlag der Salzburger Nachrichten, Salzburg 1968.
- Richard Pechoc. In: Protokolle, Zeitschrift für Literatur und Kunst. Jugend & Volk, Wien 1972.
- Eduard Ritter von Engerth (1818–1897). Maler, Lehrer, Galeriedirektor und Kunstschriftsteller. Beiträge zu Leben und Werk. Werkverzeichnis. Deuticke, Wien 1994.